# Groupement hospitalier de l'Ouest lémanique
 (octobre 2017).
Le Groupement Hospitalier de l’Ouest Lémanique (GHOL) est une société privée reconnue d'intérêt public, membre de la Fédération des hôpitaux vaudois.
Le Groupement Hospitalier de l'Ouest Lémanique regroupe l’Hôpital de Nyon, l’Hôpital de Rolle, l'établissement médico-social Les Jardins du Léman et le centre de vie enfantine Le Carrousel (entité juridiquement rattachée à l’Association de soutien des hôpitaux de l’Ouest lémanique).
Ces quatre structures sont situées dans le canton de Vaud, en Suisse.

## Hôpital de zone de Nyon
L'Hôpital de Nyon (médecine interne, chirurgie, oncologie, laboratoire, radiologie, maternité et urgences, avec SMUR) dispose en 2020 de 118 lits, de 6 blocs opératoires et d'un héliport.

## Hôpital de Rolle
L'Hôpital de Rolle, spécialisé dans la pneumologie, dispose de 40 lits.

## Établissement médico-social Les Jardins du Léman
Les deux bâtiments de l'établissement médico-social (EMS), situés à proximité de l'Hôpital de Rolle, disposent de 51 chambres individuelles réservées aux résidents en gériatrie ou psycho-gériatrie.